# Jaarvogel
Dit artikel gaat over een ecologische categorie vogels. Zie Aceros, Rhyticeros, en Rhabdotorrhinus voor de neushoornvogels met Jaarvogel in de naam.

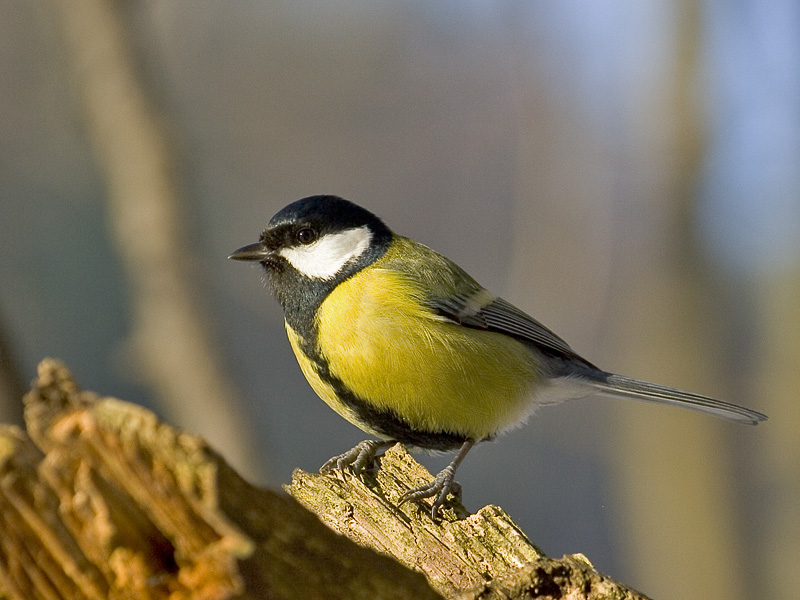
Koolmees

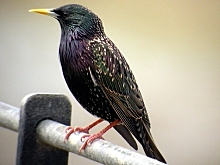
Spreeuw

Een jaarvogel is een vogel die het gehele jaar in het land kan worden aangetroffen. Tot de jaarvogels behoren twee groepen:
1. Standvogels
Voorbeeld: koolmees
 Hun jongen vestigen zich op korte afstand van de geboorteplaats. Verder komen ze niet.
Andere voorbeelden: havik, fazant, bosuil, grote bonte specht, boomklever, boomkruiper, gaai, zwarte kraai, ekster en huismus,
2. Soorten waarvan de broedpopulatie (geheel of gedeeltelijk) trekt en vervangen wordt door noordelijke populaties.
Voorbeeld: de spreeuw is heel het jaar in Nederland aanwezig.
80% van de Nederlandse broedvogels overwintert in Noordwest-Frankrijk en Zuid-Engeland. De 20% blijvers, worden 's winters aangevuld met overwinteraars uit noordelijke populaties.
Andere voorbeelden: kuifeend, wilde eend, watersnip, roodborst en zanglijster.